# شاين بينيت
شاين بينيت (بالإنجليزية: Shane Bennett)‏ هو لاعب قذف أيرلندي، ولد في 5 ديسمبر 1996 في Ballysaggart, County Waterford ‏ في جمهورية أيرلندا.